# Terme di Cervia
Le Terme di Cervia sono un stabilimento termale, aperto al pubblico dal 1960 nella cittadina romagnola.

## Storia

### Prima delle Terme di Cervia
Già dal XIX secolo si conoscevano empiricamente le proprietà curative delle acque e dei fanghi delle saline e persone di tutte le classi sociali vi accorrevano dalle campagne e città vicine per curare alcuni disturbi. Nel 1911, ipotizzando la sua "Città giardino", Giuseppe Palanti affermava la necessità dell'edificazione di uno stabilimento termale al suo interno. Negli anni Venti si iniziarono a studiare scientificamente le proprietà terapeutiche delle acque madri; in quegli anni, nei mesi di luglio e agosto, quaranta persone si recavano a curarsi ogni giorno, riprendendo la tradizione dei fanghi in salina.

Immagine di fine Ottocento-inizi Novecento delle terme

Negli anni Trenta ai margini della via Salara venne costruito un piccolo stabilimento provvisorio in grado di accogliere 120 persone in cura. L'avvio ufficiale dell'attività è datato 1937 e la gestione fu demandata al Dopolavoro della Salina.
Nel secondo dopoguerra lo stabilimento originario, denominato "Stabilimento Bagni Salso-iodici", venne ammodernato fino a contenere 240 vasche all'aperto. L'utilizzo passò da poco meno di 7.300 bagni nel 1947 ai 10.500 del 1950. 

### Il nuovo stabilimento
Il 14 agosto 1957 venne fondata l's.r.l. Cete-Cervia Terme, lo stabilimento fu costruito tra il 1959 ed il 1962 ma aprì già a partire dal 1960 sotto la direzione di Giorgio Colombo (primo presidente delle Terme di Cervia, fu in carica dal 1959 al 1966. La scelta di costruire il nuovo stabilimento si rivelò felice: dai 4.798 clienti per un totale di 69.527 cure nel 1965 si passò a 9.102 per un totale di 151.160 dure nel 1970.
Nel 1973  la Cete-Cervia Terme trasferì il pacchetto azionario alla Terme di Cervia S.p.A. che nel tempo ha acquisito la gestione anche delle Terme di Brisighella. Secondo lo storico locale Renato Lombardi nel 2010 l'utenza delle terme apportava circa 420.000 presenze al comparto turistico di Cervia.